# Serguei Diaguilev

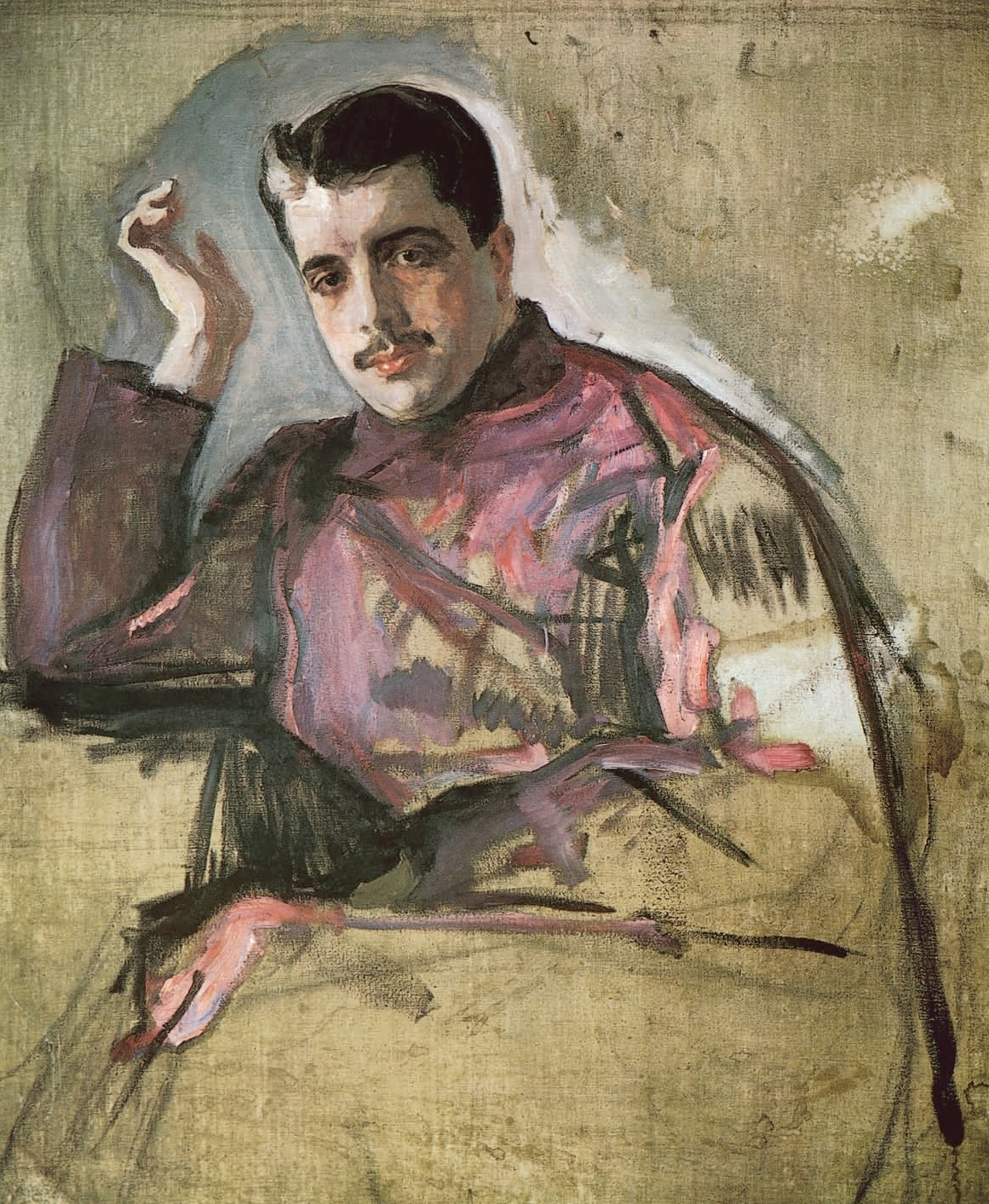
Diaghilev em 1909, por Valentin Aleksandrovich Serov

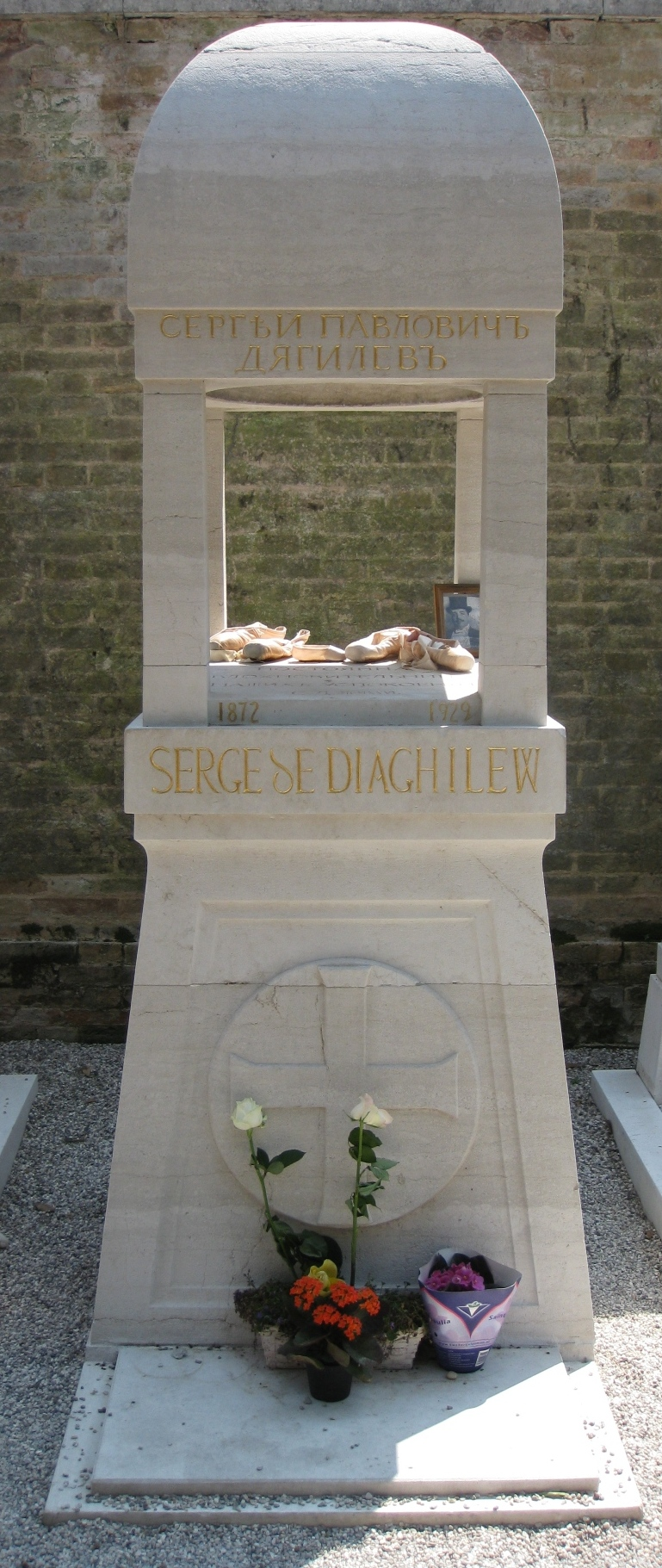
Sepultura de Diaguilev na Ilha de São Miguel, setor ortodoxo

Serguei Pavlovich Diaguilev ou Diaghilev (Сергей Павлович Дягилев) (Perm, 31 de março de 1872 – Veneza, 19 de agosto de 1929), também conhecido como Serge, foi um empresário artístico russo e fundador dos Ballets Russes, companhia de bailado a partir da qual muitos famosos dançarinos e coreógrafos surgiram.
Nasceu em Perm, na Rússia, em 1872. De origem nobre, teve uma educação privilegiada. Jovem de grande capacidade e muito dinamismo, foi designado pelo príncipe Volkonski, então diretor dos teatros imperiais russos, no início do século XX, como delegado nas missões extraordinárias dos teatros imperiais e, assim, começou a dedicar-se ao ballet por pura casualidade.
Fundou o diário artístico “O Mundo da Arte”, que divulgava a pintura e arte russas em geral. Era um homem de notável cultura, podendo ser considerado como um autêntico símbolo do século XX.
Em 1905, após mais de um ano de viagens por diferentes regiões russas, Diaguilev organizou uma importante exposição de retratos russos no palácio Tauride, em São Petersburgo. No ano seguinte, levaria uma grande exposição de arte russa ao Petit Palais, em Paris, dando origem a uma estreita colaboração com a França. Já em 1907, apresentaria cinco concertos de música russa em Paris e, no ano seguinte, traria uma produção de Boris Godunov, de Mussorgsky, à Ópera de Paris.
Isto levaria a um convite para regressar a Paris no ano seguinte, não só com ópera, mas também com ballet e, assim, ao lançamento dos Ballets Russes.
Enquanto organizador e diretor dos Ballets Russes, Diaguilev pode ser considerado como um dos maiores produtores de ballet do mundo. Ambicioso e inteligente, absorvia com facilidade todas as novas correntes da arte. Dotado de uma personalidade muito forte e de notável cultura artística, bastante eclético, mas conservador no que tocava a preservar as tradições clássicas, Diaguilev, com a ajuda de alguns mecenas, conseguiu moldar à sua maneira grandes talentos e revelou ao mundo no campo da dança, da música, da cenografia, da pintura, da poesia, grandes nomes como o de Vaslav Nijinski, Anna Pavlova, Tamara Karsavina, Olga Spesivtzeva, Natalia Dubrovska, Adolf Bolm, Aleksandra Danilova, Serge Lifar, Léonide Massine, Stravinski, Glazunov Tcherepnine, Rimski-Korsakov, Benois, Bakst, Korovin, Serov, Gontcharova, George Balanchine, Debussy, Ravel, Satie, Prokofieff, Matisse, Picasso, ou Cocteau, entre muitos outros.
Diaguilev também encomendou música de bailado a compositores como Claude Debussy (Jeux, 1913), Maurice Ravel (Daphnis et Chloé, 1912), Erik Satie (Parade, 1917), Richard Strauss (Josephs-Legende, 1914), Sergei Prokofiev (Ala and Lolly, rejeitado por Diaghilev e transformado em Scythian Suite, e Chout, 1915), Ottorino Respighi (La Boutique Fantasque, 1918), Francis Poulenc (Les Biches, 1923) e outros.
O seu coreógrafo Mikhail Fokine adaptava frequentemente a música para bailado. Por sua vez, o diretor artístico dos Ballets Russes, Léon Bakst, ajudou a desenvolver uma forma de ballet mais complexa, com elementos espetaculares, destinados a apelar ao público em geral, e não apenas à aristocracia. O caráter exótico dos Ballets Russes terá também tido um efeito sobre pintores fauvistas e o então embrionário estilo Art Deco. Diz-se que Coco Chanel terá afirmado "Diaguilev inventou a Rússia para estrangeiros." [Rhonda K. Garelick].
Homossexual, teve várias ligações, sendo a mais famosa com o bailarino Vaslav Nijinski. Diaguilev ficou conhecido pelo seu caráter duro e exigente, mas muitos dos seus bailarinos recordaram também a sua generosidade, comparando-o a uma figura paternal austera, mas sempre preocupada com o seu bem-estar, e pondo muitas vezes a subsistência dos seus bailarinos acima da sua.
Por um período de vinte anos, Diaguilev maravilhou o mundo, mostrando a arte russa em todo o seu esplendor. Morreu em 1929, em Veneza; a sua sepultura encontra-se na ilha de San Michele, perto do túmulo de Stravinsky.
O filme The Red Shoes é tido como uma dramatização velada dos Ballets Russes. O departamento de Teatro e Performance do Victoria and Albert Museum, em Londres, alberga a Coleção Ekstrom da Fundação Diaghilev e Stravinsky, da qual fazem parte registos financeiros, cartas e telegramas, que dão conta da gestão dos Ballets Russes, bem como de outros aspetos pessoais e sociais da época.